# Langensiefen
Langensiefen ist eine Ortschaft in der Gemeinde Wipperfürth im Oberbergischen Kreis im Regierungsbezirk Köln in Nordrhein-Westfalen (Deutschland).

## Lage und Beschreibung
Die aus drei Häusern bestehende Hofschaft liegt im Südwesten der Stadt Wipperfürth. Im Bereich der Ortschaft entspringen zwei Nebengewässer der Ahe. Nachbarorte sind Hof, Oberschwarzen, Hinterschöneberg Vorderschöneberg und Kohlgrube. Vor dem Haus Langensiefen 3 steht ein denkmalgeschütztes Wegekreuz aus dem Jahr 1859 in einem Schutzhaus aus Kalksandsteinen mit Dach.
Der Ort gehört zum Gemeindewahlbezirk 150 und damit zum Ortsteil Thier.

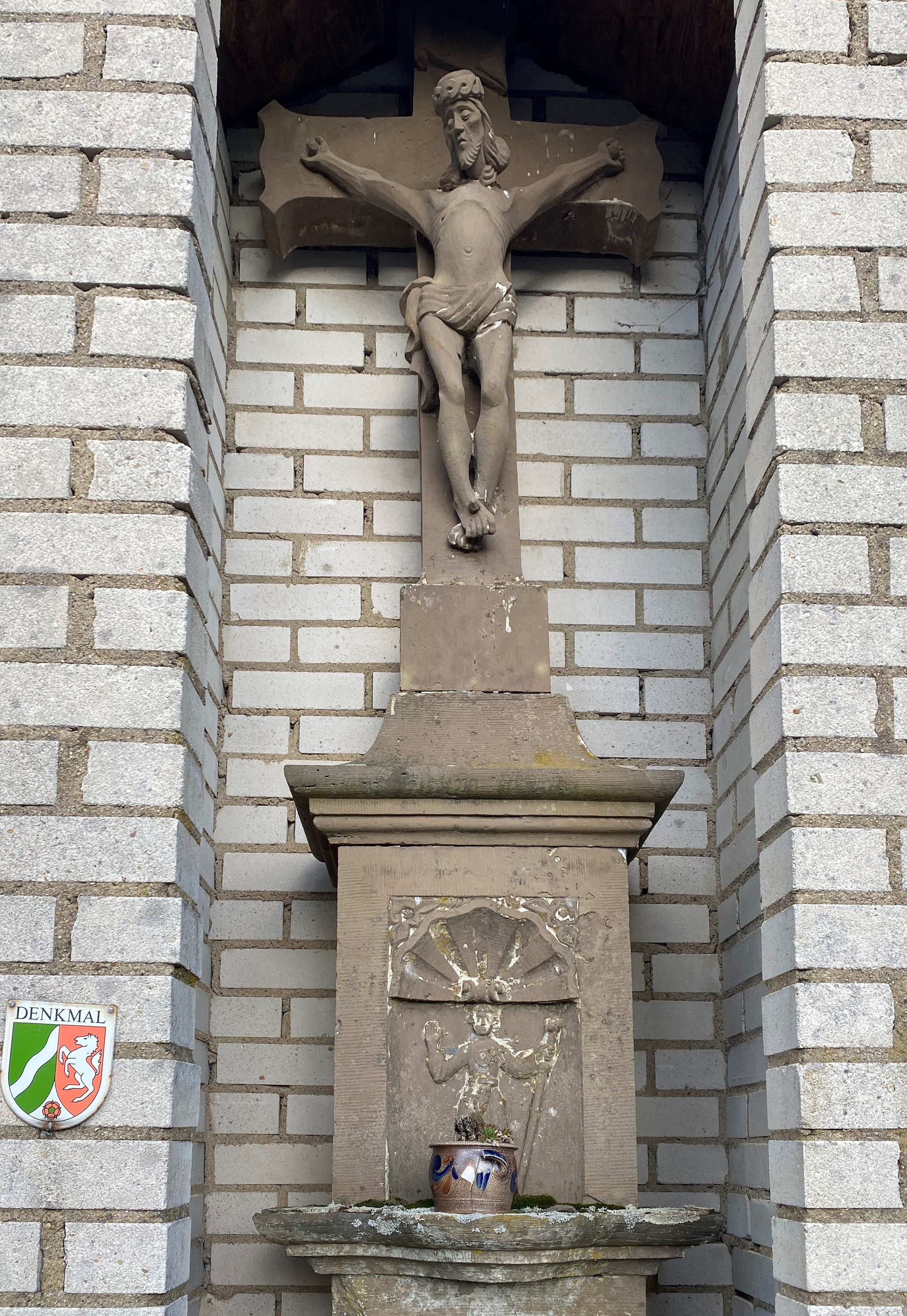
Wegekreuz aus dem Jahr 1859
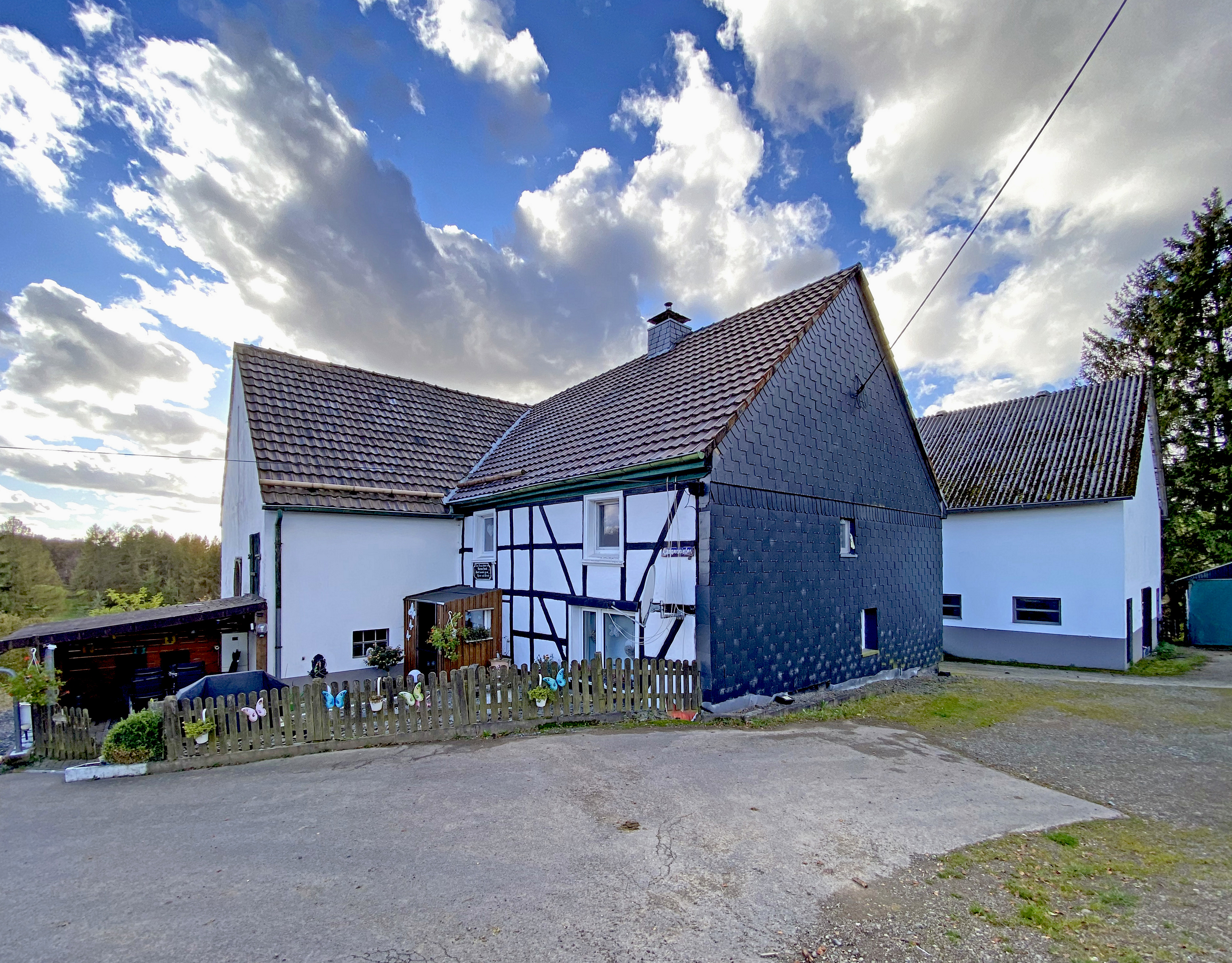
Hof Langensiefen 1
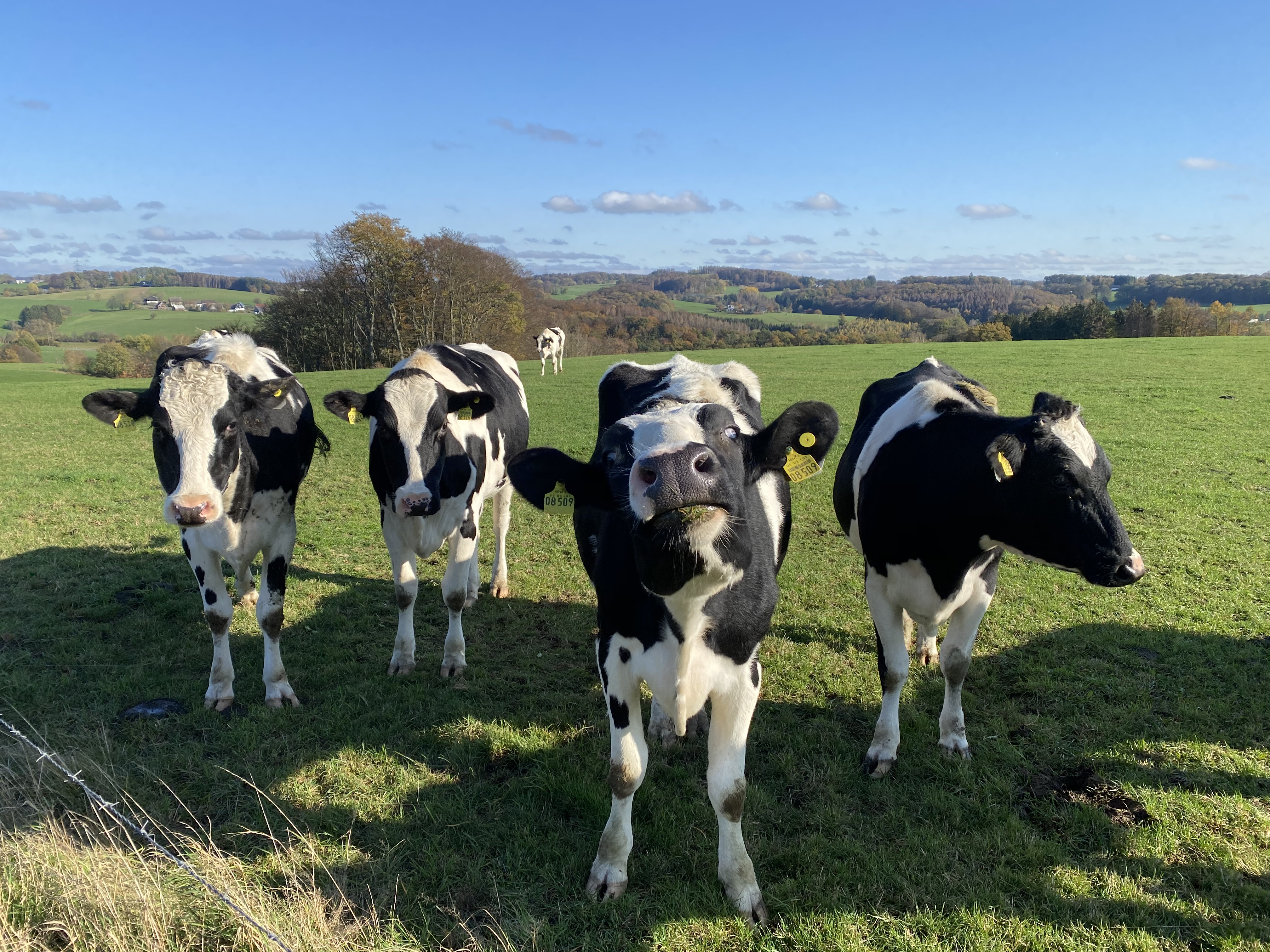
Herde Holstein-Rinder

## Geschichte
Um 1491 wird der Ort erstmals unter der Bezeichnung „Langensyffen“ in Kirchenrechnungen der katholischen Kirchengemeinde St. Nikolaus Wipperfürth genannt. Die Karte Topographia Ducatus Montani aus dem Jahre 1715 zeigt ein Einzelgehöft und bezeichnet dieses mit „Langensiepen“. Die Topographische Aufnahme der Rheinlande von 1825 zeigt auf umgrenztem Hofraum unter dem Namen „Langensiefen“ sechs getrennt voneinander liegende Grundrisse. In der Preußischen Uraufnahme von 1840 lautet die Ortsbezeichnung wieder „Langensiepen“. Ab der topografischen Karte der Jahre 1894 bis 1896 wird der heute gebräuchliche Ortsname Langensiefen verwendet.

## Busverbindungen
Über die Haltestelle Ahe beziehungsweise Kohlgrube der Linien 426 und 429 (VRS/OVAG) ist Langensiefen an den öffentlichen Personennahverkehr angebunden.

## Wanderwege
Der vom SGV ausgeschilderte Thierer Rundweg und der Rundwanderweg A3 führen durch den Ort nach Norden, wo er einen bemerkenswerten Aussichtspunkt erreicht.